# Петропавлівська церква (Суми)
Петропавлівська церква в місті Суми — православна церква Сумської єпархії УПЦ Знаходиться на території Центрального міського (Петропавлівського) кладовища, головний вхід якого розташований на перетину вулиці Петропавлівської та вулиці Сумської артбригади.

## Опис
Церква хрестово-банна, одноярусна. Архітектура храму стримана, лаконічна, в стилі пізнього класицизму. Біля входу, по бокам храму, зображено апостолів Петра та Павла, на честь яких названо церкву. Фронтон Петропавлівського храму трикутний, розміщений на чотирьох колонах. Над фронтоном підноситься дзвіниця, яка закінчується куполом. Розвинена баня має напівсферичну форму.
Настінний живопис являє собою зображення євангелістів. Іконостас Петропавлівської церкви дерев'яний, підлога храму виконана із метласької плитки.

## Історія

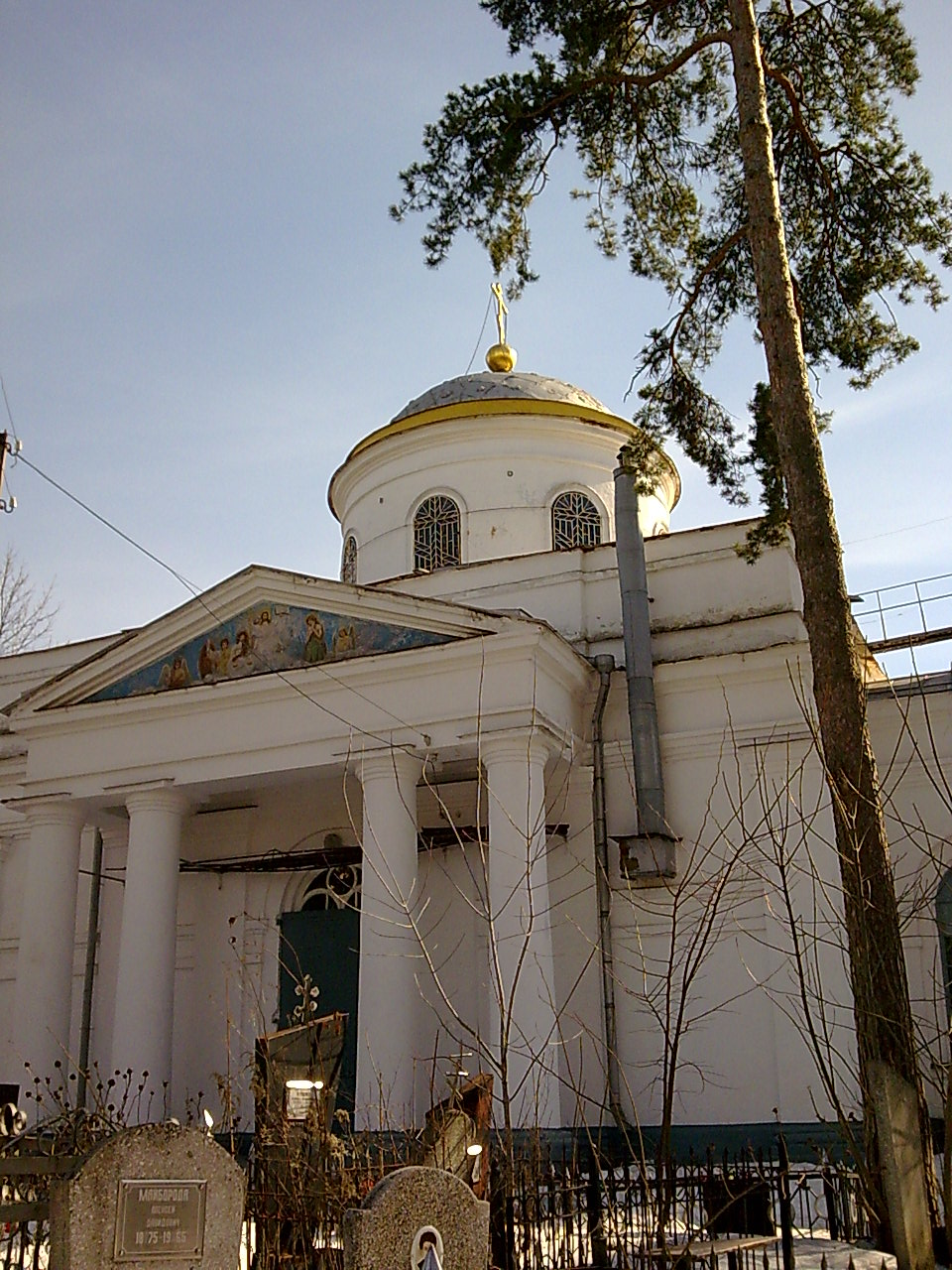
Петропавлівська церква (наш час)

13 червня 1839 року було отримано дозвіл на будівництво церкви на честь святих Апостолів Петра та Павла. Вже через рік (1840) був затверджений проєкт майбутнього храму. Купець Федір Сапожков пожертвував на початок будівництва 5000 рублів, на той час це були величезні гроші. У травні 1843 до складу меценатів Петропавлівської церкви увійшли Федір Сапожков, Іван Курносов, Андрій Копилов та Федір Стожков. Головою будівництва був протоієрей Петро Марецький.
У жовтні 1851 року храм був освячений Преосвященним Філаретом (Гумілевським), який був архієпископом Харківським та Охтирським.
Біля Петропавлівської церкви розташовувалася місцева богадільня, в якій була домова церква Св. Іоана Предтечі. Богадільня була збудована за кошти Івана Герасимовича Харитоненка. Також біля церкви знаходиться родове поховання Харитоненків.
Петропавлівську церкву збудували на північно-західній частині міста. Більшу частину земельної ділянки Петропавлівського вигону було віддано під міський цвинтар.